# Dolichobrachium
Dolichobrachium — сумнівний рід вимерлої родини попозавридів. Скам'янілості були знайдені у формації Попо-Агі у штаті Вайомінг і мають пізній тріасовий вік. Це був один із перших рауісухіан, якому було присвоєно назву.